# Bully (jogo eletrônico)
Bully (lançado na região PAL como Canis Canem Edit) é um jogo eletrônico de ação-aventura desenvolvido pela Rockstar Vancouver e publicado pela Rockstar Games, lançado em 17 de outubro de 2006 para PlayStation 2. Uma versão remasterizada do jogo, com o subtítulo Scholarship Edition, foi desenvolvida pela Mad Doc Software e lançada para Xbox 360 e Wii em 4 de março de 2008 e para Microsoft Windows em 21 de outubro do mesmo ano. Bully foi relançado para PlayStation 4 via PlayStation Network em 22 de março de 2016. Uma versão atualizada de Scholarship Edition, intitulada Anniversary Edition, desenvolvida pela War Drum Studios foi lançada para Android e iOS em 8 de dezembro de 2016.
O jogo é jogado em uma perspectiva em terceira pessoa e seu mundo aberto pode ser explorado a pé, com um skate, motoneta, bicicleta ou um kart. Situado na cidade fictícia de Bullworth, os jogadores controlam o adolescente e delinquente juvenil James "Jimmy" Hopkins, um estudante involuntariamente matriculado no internato Bullworth Academy, que reúne esforços para ser respeitado subindo na hierarquia do sistema escolar e pondo fim ao bullying.
Apesar das controvérsias iniciais por sua violência e conteúdo homossexual, Bully recebeu críticas positivas, com elogios sendo direcionados às suas missões, narrativa, trilha sonora e personagens. No entanto, recebeu críticas por sua apresentação e glitches. A versão original de Bully vendeu mais de 1,5 milhão de cópias e recebeu alguns prêmios.

## Jogabilidade
Bully é um jogo de ação-aventura um jogador ambientado em um mundo aberto e jogado em uma perspectiva em terceira pessoa. Os jogadores controlam um estudante do ensino médio e delinquente juvenil, James "Jimmy" Hopkins. Ao longo da história, Jimmy sobe na hierarquia de grupos escolares estereotipados que inclui os "Valentões", Nerds, Preppies, Greasers e Atletas. Os jogadores podem completar missões — cenários lineares com objetivos definidos — para progredir a história. As missões recompensam o jogador com dinheiro, itens novos e aumentam ou diminuem o respeito de certos grupos. Se um grupo tem um certo respeito por Jimmy, eles agirão de forma amigável com ele, mas se o desprezarem, eles o atacarão à primeira vista. Fora das missões, o jogador pode vagar livremente no mundo aberto do jogo, que compreende o internato Bullworth Academy e o resto da cidade, e tem a capacidade de completar missões secundárias opcionais.
O jogador pode usar ataques corpo a corpo e armas não letais para enfrentar inimigos. As armas disponíveis inclui estilingues, sacos de bolinhas de gude, bombas de fedor, bombinhas, tacos de beisebol, tábuas de madeira e armas de batata. Jimmy pode correr, pular, nadar e usar veículos pequenos como skates, patinetes, bicicletas e karts para navegar pelo mundo do jogo. Apesar de Jimmy não poder dirigir carros, o jogador pode agarrar a traseira de um em movimento enquanto está em um skate. Paradas de ônibus localizadas em vários locais ao redor da cidade permite que o jogador viaje rapidamente de volta à Bullworth Academy. Caso o jogador sofra dano, sua saúde pode ser totalmente regenerada usando vários meios, como beber refrigerantes, que podem ser obtidos em máquinas de venda automática, ou beijar certos NPCs após interagir com eles. Quando a saúde está totalmente esgotada, o jogo para e Jimmy reaparece no centro médico mais próximo.
Se o jogador violar algumas normas do jogo, um medidor no canto superior direito o alertará de que poderá ser detido pelas figuras de autoridade (praticamente todos os NPCs adultos como os monitores, diretores e professores da escola, e policiais) que são capazes de agarrar e imobilizar Jimmy. Jimmy pode escapar ou ser instantaneamente imobilizado dependendo do grau da violação. Quando o jogador é imobilizado, ele reaparece na delegacia mais próxima ou no escritório do diretor da escola e todos os seus itens com algumas exceções serão confiscados. Figuras de autoridade também podem imobilizar outros alunos, caso causem problemas.
Quando não está realizando missões, Jimmy também pode participar de aulas, apresentadas como minijogos. Cada aula tem cinco classes, que vai aumentando a dificuldade, e passar em todas as cinco resulta na aprovação de Jimmy na determinada aula. As classes recompensam o jogador com itens novos de vestuário ou habilidades; por exemplo, a aula de inglês permite que o jogador peça desculpas a figuras de autoridade após violar algumas normas, a de química permite que os jogadores criem suas próprias armas arremessáveis, a de geografia destaca itens colecionáveis especiais no mapa do jogo e a de ginásio desbloqueia novos movimentos de luta. Não comparecer às aulas quando estão disponíveis é considerado uma violação das normas, a menos que tenham sido concluídas anteriormente, caso em que as torna opcionais.
Um modo multijogador do jogo, exclusivo da versão Scholarship Edition para Xbox 360 e Wii e Anniversary Edition, permite que dois jogadores compitam para obter a maior pontuação nos mesmos minijogos aplicados nas aulas. Um jogador controla Jimmy e o outro Gary Smith.

## Sinopse

### Contexto
Bully se passa na cidade fictícia de Bullworth, situada na região da Nova Inglaterra, nos Estados Unidos. Depois de ser expulso de sete escolas anteriores, o protagonista do jogo, James "Jimmy" Hopkins, de 15 anos, é enviado para um importante internato privado da cidade, chamado Bullworth Academy, para ficar por um ano, enquanto sua mãe e seu novo padrasto vão para uma lua de mel. O campus do internato tem uma aparência em estilo neogótico, semelhante às escolas e faculdades públicas do Reino Unido e da Nova Inglaterra, e é o principal cenário do jogo, enquanto que o resto da cidade é gradualmente desbloqueado à medida que a história avança completando as missões.
A cidade de Bullworth consiste em quatro distritos principais: Bullworth Town, um bairro comercial da cidade; Old Bullworth Vale, uma área de subúrbio onde ficam mansões, a praia e o parque de diversões da cidade; New Coventry, um bairro degradado e urbano-pobre, consistindo principalmente em cortiços; e Blue Skies Industrial Park, um bairro industrial composto por fábricas, edifícios industriais, docas da cidade e um parque de trailers. Há também o Happy Volts Asylum, um instituto psiquiátrico localizado entre o Blue Skies Industrial Park e a Bullworth Academy.
Como a história principal do jogo abrange um ano letivo inteiro, a aparência de Bullworth muda entre os capítulos, principalmente durante o terceiro capítulo, que ocorre na época de Natal.

### Enredo
Depois de ser deixado na Bullworth Academy, Jimmy Hopkins (Gerry Rosenthal) conhece o diretor do internato, Dr. Thaddeus Crabblesnitch (Ralph Gunderman), que o exorta a "manter o nariz limpo". Ele logo se torna amigo de Gary Smith (Peter Vack) e do calouro Peter "Petey" Kowalski (Matt Bush), e começa a trabalhar com eles para tentar firmar seu domínio sobre as várias "panelinhas" de Bullworth: os Valentões, Nerds, Preppies, Greasers e Atletas. No entanto, Gary que cada vez se torna mais paranóico eventualmente trai Jimmy e o coloca contra Russell Northrop (Cody Melton), líder dos Valentões, em uma luta clandestina. Jimmy derrota Russell e o força a parar de perseguir seus colegas, ganhando o respeito do grupo.
Nos meses seguintes, Jimmy trabalha com Petey para assumir o controle das outras panelinhas na tentativa de restaurar a paz em Bullworth. Ele começa com os Preppies, mas assim que começa a conquistá-los, Gary os manipula para se voltarem contra Jimmy. Em resposta, Jimmy entra em um torneio de boxe organizado pelo líder dos Preppies, Derby Harrington (John Lavelle) e ganha, mas os Preppies se recusam a aceitar o domínio de Jimmy e lutam contra ele em bando, mas são derrotados também. Voltando sua atenção para os Greasers, Jimmy concorda em ajudar o líder, Johnny Vincent (Rocco Rosanio), a expor um caso entre sua namorada Lola Lombardi (Phoebe Strole) e o membro do Preppy Gord Vendome (Drew Gehling). No entanto, os Greasers se voltam contra Jimmy depois que ele é forçado a fazer as pazes com os Preppies por vandalizar o território dos Greasers. Depois que Gary avisa Johnny sobre a crescente proximidade de Jimmy com Lola, ele atrai Jimmy para uma emboscada, mas é derrotado e entrega a liderança dos Greasers a ele.
Para dominar os Atletas, tidos como o grupo mais forte, Jimmy procura a ajuda de seus principais rivais, os Nerds. Quando eles se recusam a ajudar, Jimmy derrota seu líder, Earnest Jones (Jesse Tendler), e ganha o respeito dele e do grupo, garantindo que eles nunca mais serão perseguidos. Para arruinar a reputação dos Atletas, Earnest faz Jimmy tirar fotos inapropriadas da líder de torcida do grupo, Mandy Wiles (Elena Franklin), que então são espalhadas pela cidade. No entanto, Jimmy depois as remove por pena de Mandy, ganhando sua afeição. Eventualmente, os Atletas são humilhados depois que Jimmy sabota seu grande jogo de futebol e, posteriormente, derrota seu líder Ted Thompson (Alexander Cendese) em uma briga na frente de toda a escola.
Tendo unido todos os grupos sob seu domínio e restaurado a paz em Bullworth, Jimmy se deleita com sua recém-descoberta glória e respeito, sem saber que Gary está planejando derrubá-lo. Gary convence os líderes dos respectivos grupos a pressionar Jimmy a vandalizar a prefeitura de Bullworth e recruta os "Townies", um grupo de ex-alunos da Bullworth Academy que buscam vingança contra a escola, para sabotar os grupos e fazer que os mesmos culpem a má liderança de Jimmy e se voltem contra ele. Depois de informar a Crabblesnitch que Jimmy estava vandalizando a prefeitura, Gary ganha seu respeito e é nomeado monitor-chefe, enquanto que Jimmy é expulso.
Embora Jimmy inicialmente aceite sua derrota, Petey o encoraja a se vingar de Gary. Para convencer os Townies a se voltarem contra ele, Jimmy procura a ajuda de um de seus membros, Zoe Taylor (Molly Fox), que foi expulsa de Bullworth depois de acusar o professor de educação física da escola, Sr. Burton (Michael Boyle) de assédio sexual. Depois de ajudar Zoe a se vingar de Burton, Jimmy invade o ponto de encontro dos Townies com a ajuda dela e de Russell, e confronta seu líder, Edgar Munsen (Jan Milewicz). Depois de derrotar Edgar, Jimmy explica a ele como Gary manipulou e usou os dois para seus próprios fins, ganhando o respeito dos Townies.
Enquanto isso, Gary e seus seguidores fazem Crabblesnitch como refém, provocando uma guerra total entre as panelinhas. Os Townies e Russell ajudam Jimmy a neutralizar os líderes do grupos, permitindo que ele confronte Gary no prédio principal da escola. Jimmy persegue Gary até o telhado, onde eles brigam, que termina com os dois caindo do telhado e entrando no escritório de Crabblesnitch. Uma vez libertado, ele expulsa Gary, demite Burton por suas ações contra Zoe, nomeia Petey como chefe e se reconcilia com Jimmy, permitindo que ele e Zoe retornem a Bullworth. Do lado de fora, enquanto seus amigos e aliados torcem, Jimmy dá um beijo em Zoe.

## Desenvolvimento
Bully foi anunciado em maio de 2005 para PlayStation 2 e Xbox com uma data de lançamento prevista para outubro daquele ano. A primeira imagem e detalhes do enredo foram mais tarde revelados na Electronic Entertainment Expo (E3) de 2005. O jogo foi adiado para fevereiro de 2006, com a Rockstar dizendo que era necessário "mais tempo de desenvolvimento"; o primeiro trailer oficial foi divulgado em agosto de 2006,  confirmando seu lançamento para outubro do mesmo ano. Bully contém uma trilha sonora composta por Shawn Lee. As primeiras informações divulgadas pela Take-Two Interactive pareciam indicar que o jogador estaria assumindo o papel de um "valentão", e screenshots impressas no Electronic Gaming Monthly mostrou o antagonista controlado pelo jogador dando socos em outro aluno. No entanto, o tom do jogo final foi diferente, com o jogador no papel de um estudante problemático que enfrenta e luta contra agressores em nome das vítimas do bullying ou em legítima defesa.
A versão do jogo para PlayStation 2 usa um mecanismo avançado de Grand Theft Auto: San Andreas por meio do motor RenderWare.  A Rockstar Vancouver decidiu fazer com que cada aluno da escola tivesse uma aparência e personalidade única.
Ao desenvolver os personagens, a equipe teve como objetivo recriar o estado de ser criança e torná-lo agradável. Paralelos foram feitos entre Jimmy e Holden Caulfield de The Catcher in the Rye. Jimmy e Holden compartilham uma vida familiar difícil e são expulsos de várias escolas particulares. Embora o pomposo diretor da escola Dr. Crabblesnitch tenha sido originalmente apresentado como o principal antagonista, esse papel foi dado mais tarde a Gary Smith, um estudante que inicialmente faz amizade com Jimmy. Gary é descrito como um sociopata. Ele admite que tem transtorno de déficit de atenção e é um narcisista, pois se considera mais inteligente e melhor do que todos, e deseja ter domínio sobre a escola.

### Remasterizações e portes
Uma remasterização, subtitulada Scholarship Edition, desenvolvida pela Rockstar New England e Rockstar Toronto para as versões de Xbox 360 e Wii, respectivamente, sendo lançada no dia 4 de março nos Estados Unidos e em 7 de março de 2008 no Reino Unido. Um porte para Windows, também desenvolvido pela Rockstar New England, foi lançado em 21 de outubro de 2008. Esta nova versão inclui novas aulas, novas missões, novas músicas de ambiente e modo multijogador local nos minigames, além de gráficos aprimorados.
Para comemorar o décimo aniversário do jogo, uma versão atualizada de Scholarship Edition desenvolvida pela War Drum Studios, subtitulada Anniversary Edition, foi lançada para dispositivos móveis Android e iOS em 8 de dezembro de 2016.

## Recepção
As opiniões dos críticos ao jogo geralmente foram positivas. Os críticos elogiaram o enredo do jogo, enquanto criticaram a câmera. Eles também notaram que o jogo é substancialmente mais fácil do que as franquias veteranas da Rockstar, como Grand Theft Auto, no entanto não perde sua essência.

### Prêmios
- Ganhou o prêmio IGN como melhor jogo de ação para PlayStation 2.
- Ganhou o prêmio GameSpot de jogo com melhor trilha-sonora.
- Foi finalista do prêmio GameSpot para jogo do ano de 2006.
- Esteve na seleção de 52 jogos da Gaming Target para continuar a jogar.

### Vendas
Em março de 2008, foi revelado que Bully vendeu 1,5 milhão de cópias.